# Gidderbaha
Gidderbaha is een nagar panchayat (plaats) in het district Muktsar van de Indiase staat Punjab. 

## Demografie
Volgens de Indiase volkstelling van 2001 wonen er 36.593 mensen in Gidderbaha, waarvan 53% mannelijk en 47% vrouwelijk is. De plaats heeft een alfabetiseringsgraad van 63%. 